# Mike Whitlow
Michael William „Mike“ Whitlow (* 13. Januar 1968 in Northwich) ist ein ehemaliger englischer Fußballspieler. Der linke Außenverteidiger, der auch im Abwehrzentrum und im Mittelfeld eingesetzt werden konnte, gewann 1992 mit Leeds United die englische Meisterschaft und fünf Jahre später mit Leicester City den Ligapokal.

## Sportlicher Werdegang

### Leeds United (1988–1992)
Nachdem Whitlow 1985 zu den Bolton Wanderers gestoßen, dann aber bereits im Jahr darauf wieder aussortiert worden war, verdingte er sich zunächst beim unterklassigen Witton Albion in der Northern Premier League und ging parallel einer „regulären Arbeit“ nach. Für Witton kam er zwischen 1986 und 1988 zu 120 Pflichtspieleinsätzen (9 Tore) und fiel er als talentierter Linksverteidiger dem bei Leeds United aktiven Trainer Howard Wilkinson auf, der im November 1988 dann neben Whitlow auch noch den rechten Verteidiger Neil Parsley „im Paket“ verpflichtete. Am 9. November 1988 debütierte er auf der Linksverteidigerposition im Full Members Cup gegen Shrewsbury Town (3:1) und ließ 17 Tage später sein Ligadebüt im Mittelfeld gegen Stoke City (4:0) folgen. Insgesamt bestritt er hauptsächlich auf der linken Verteidigungsseite, aber auch gelegentlich im Abwehrzentrum oder im Mittelfeld, in der Saison 1988/89 für den Zweitligisten 21 Ligaspiele und in der folgenden Spielzeit 1989/90 steuerte er 29 Meisterschaftsbegegnungen zum letztlich erfolgreichen Aufstieg in die First Division bei. Damit katapultierte er sich auch in den erweiterten Kreis der englischen U-21-Auswahl, blieb dort aber letztlich ohne Länderspiel.
Trotz dieser vielversprechenden Vorzeichen war Whitlow aber fortan nicht in der Lage, seinen Status im Team weiter zu festigen. Als Leeds United in der Saison 1990/91 einen überraschend guten vierten Platz belegte, war Whitlow mit nur 18 Ligaeinsätzen vergleichsweise gering daran beteiligt. Zu einem weitaus größeren Problem wurde jedoch die Verpflichtung des neuen linken Verteidigers Tony Dorigo im Sommer 1991, wodurch er endgültig auf dem „Abstellgleis“ landete. Er kam in der Saison 1991/92 nur noch zur zehn First-Division-Partien, bevor er im März 1992 für 250.000 Pfund zum Zweitligisten Leicester City ging – sein Beitrag zum Meistertitel für Leeds United brachte ihm immerhin eine offizielle Medaille ein.

### Leicester City (1992–1997)
Gemeinsam mit Simon Grayson, der im selben Monat ebenfalls von Leeds nach Leicester wechselte, fand er sich rechtzeitig zum Kampf um die Aufstiegsplätze ein und unterlag dort im Play-off-Finale Ende Mai 1992 gegen die Blackburn Rovers (0:1). Ein Jahr später stand er ein weiteres Mal in Wembley im Endspiel der Entscheidungsspielen, verlor aber gegen Swindon Town (3:4) ein weiteres Mal. Im dritten Lauf jedoch gelang schließlich der ersehnte Aufstieg in die Premier League, als der mittlerweile mit 31 Ligaeinsätzen in der Saison 1993/94 zum Stammspieler gereifte Whitlow mit seinen Mannen im Play-off-Finale Derby County mit 2:1 besiegte. In der obersten englischen Spielklasse gelang ihm gegen Meister Manchester United (1:1) am 28. Dezember 1994 eines seiner seltenen Tore, verpasste durch Verletzungen zwischenzeitlich einige Partien und musste zum Ende nach nur einem Jahr wieder den Gang in die Zweitklassigkeit antreten.
Dort steuerte er in der Spielzeit 1995/96 seine persönlich höchste Trefferquote von drei Ligatoren zum direkten Wiederaufstieg bei, blieb komplett verletzungsfrei und absolvierte innerhalb von fünf Jahren bereits sein viertes Play-off-Spiel im Londoner Wembley-Stadion – Crystal Palace wurde mit 2:1 geschlagen. In seiner zweiten Erstligasaison für Leicester gelangte Whitlow mit seinem Team nicht nur auf einem komfortablen Platz im oberen Mittelfeld, sondern gewann im April 1997 zudem den Ligapokal. Dabei hatte Whitlow im November 1996 einen Sieg gegen Manchester United (2:0) noch teuer mit einer Innenbandverletzung und einer monatelangen Pause bezahlt, bevor er im März sein Comeback gab und zum Finalsieg gegen den FC Middlesbrough (1:0 nach Wiederholungsspiel) wieder Teil der Mannschaft war. Für 500.000 Pfund wechselte Whitlow dann Mitte September 1997 zum Erstligaaufsteiger Bolton Wanderers, dem Klub, bei dem er in jungen Jahren noch gescheitert war.

### Bolton Wanderers (1997–2003)
Primär als Ersatz für den verletzten Robbie Elliott verpflichtet, fügte er sich mit ruhigen und kontrollierten Darbietungen ins Mannschaftsgefüge ein, blieb aber mit 13 Ligaeinsätzen in der Saison 1997/98 noch häufig „außen vor“. Erst im darauf folgenden Jahr – Bolton war wieder in die zweite Liga abgestiegen – setzte er sich dauerhaft gegen die Konkurrenz in Gestalt von Elliott und Jimmy Phillips durch. Erst ein Bänderriss setzte ihn zum Ende der Spielzeit für die verbleibenden Partien wieder für längere Zeit außer Gefecht. Ende April 2000 schoss er für die „Trotters“ sein erstes Tor und qualifizierte sich ein weiteres Mal für die Play-off-Spiele. Dort unterlag er nun bereits im Halbfinale, wobei er sich im Rückspiel gegen Ipswich Town (3:5 nach Verlängerung) in der 90. Minute eine rote Karte einhandelte. Nur ungleich weniger dramatisch war sein Scheitern im FA-Cup-Halbfinale gegen Aston Villa im Elfmeterschießen Anfang desselben Monats gewesen. Gerade einmal eine Handvoll Spiele absolvierte er aufgrund hartnäckiger Leistenprobleme in der folgenden Saison 2000/01, die zumindest dem Klub die ersehnte Rückkehr in die Premier League brachte. Dabei durfte er sich im erfolgreichen Play-off-Finale gegen Preston North End (3:0) eine Minute vor Schluss dem „Schaulaufen“ anschließen.
Gemeinsam mit dem 35-jährigen Isländer Guðni Bergsson bildete Whitlow in der Erstligasaison 2001/02 ein erfahrenes Innenverteidigerpaar und beide hielten trotz gewisser Vorbehalte angesichts des vergleichsweise hohen Alters viele Erstligastürmer überraschend gut in Schach, was am Ende auch mit dem Klassenerhalt belohnt wurde. In seiner letzten Saison 2002/03 für Bolton hatte Whitlow wieder monatelang mit Leistenproblemen zu kämpfen und stand insgesamt 14-mal in der Startformation, bevor im Sommer 2003 sein Vertrag auslief. Whitlow, der sich auch abseits des Platzes in Bolton durch seine zahlreichen karitativen Aktivitäten beliebt gemacht hatte, verließ daraufhin den Klub in Richtung Sheffield United.

### Karriereausklang (2003–2005)
Beim Zweitligisten unterzeichnete Whitlow einen Einjahresvertrag. Zunächst nur als Ergänzung für die Verteidigung geplant, absolvierte er im Herbst 2003 neun Spiele in Serie, bevor er sich im weiteren Saisonverlauf zumeist auf der Ersatzbank wiederfand und nach nur einem Jahr zum nächsten Verein weiterzog. Beim Viertligisten Notts County stand er als erfahrener Spieler im von Trainer Gary Mills neu aufgebauten Team und absolvierte 24 Ligapartien. Anschließend stand er dem Klub von August 2005 bis Mai 2007 als Kotrainer zur Verfügung. Nächste Engagements folgten später für die Jugendakademie von Derby County und ab Mai 2009 als Leiter der Nachwuchsabteilung von Mansfield Town. Ein Jahr später übernahm er eine ähnliche Funktion bei dem Verein Burton Albion.

## Titel/Auszeichnungen
- Englische Meisterschaft (1): 1992
- Englischer Ligapokal (1): 1997